# Liolaemus
Liolaemus ist eine Echsengattung aus der Gruppe der Leguanartigen (Iguania) und mit 273 Arten die zweitartenreichste Echsengattung nach den Anolis. Liolaemus-Arten kommen im westlichen und südlichen Südamerika vor allem im Bereich der Anden vor. Das Verbreitungsgebiet der Gattung erstreckt sich von Peru und den Süden Brasiliens bis nach Feuerland. Die meisten Arten leben in Argentinien (165 Arten) und Chile (109), in Peru (21) und Bolivien (18) kommen schon deutlich weniger vor.  Liolaemus magellanicus kommt auf Feuerland vor und ist damit die am weitesten südlich verbreitete Echse der Welt.

## Merkmale
Liolaemus-Arten sind kleine bis mittelgroße Echsen mit stämmigem Körper und einem Gewicht von 8 bis 9,5 g. Männchen werden in der Regel nur wenig größer als die Weibchen. Farblich können sich die Geschlechter jedoch deutlich unterscheiden, im Fall von Liolaemus ornatus so deutlich, dass sie als unterschiedliche Arten beschrieben wurden.

## Lebensraum und Lebensweise
Etwa zwei Drittel der Liolaemus-Arten kommen in relativ trockenen Lebensräumen vor, viele in den Bergen und sieben Arten wurden auch in Höhen von 4800 Metern nachgewiesen. Vier Arten (L. ditadai, L. halonastes, L. salinicola und L. scapularis) vertragen eine hohe Salzkonzentration und kommen auf Evaporitböden in der Umgebung von Salzseen vor. Die Echsen sind in den meisten Fällen territorial und Allesfresser. Viele fressen aber keine Pflanzen, sondern nur verschiedene Wirbellose, einige sind spezialisierte Ameisenfresser. In großen Höhen lebenden Arten vermehren sich vivipar, die übrigen legen Eier. Bei Liolaemus parthenos gibt es nur Weibchen und die Tiere vermehren sich parthenogenetisch.

## Arten
Im Oktober 2020 wurden in der Reptile Database 273 Arten gelistet:
- Liolaemus abaucan Etheridge, 1993
- Liolaemus abdalai Quinteros, 2012
- Liolaemus absconditus Vega, Quinteros, Stellatelli, Bellagamba, Block & Madrid, 2018
- Liolaemus acostai Abdala & Juárez-Heredia, 2013
- Liolaemus albiceps Lobo & Laurent, 1995
- Liolaemus alticolor Barbour, 1909
- Liolaemus andinus Koslowsky, 1895
- Liolaemus annectens Boulenger, 1901
- Liolaemus anomalus Koslowsky, 1896
- Liolaemus antonietae Troncoso-Palacios, Esquerré, Urra, Díaz, Castro-Pastene & Ruiz, 2018
- Liolaemus antumalguen Avila, Morando, Perez & Sites, 2010
- Liolaemus aparicioi Ocampo, Aguilar-Kirigin, & Quinteros, 2012
- Liolaemus arambarensis Verrastro, Veronese, Bujes, & Martins Dias Filho, 2003
- Liolaemus araucaniensis Müller & Hellmich, 1932
- Liolaemus archeforus Donoso-Barros & Cei, 1971
- Liolaemus atacamensis Müller & Hellmich, 1933
- Liolaemus audituvelatus (Núñez & Yáñez, 1983)
- Liolaemus aureum Díaz-Vega, Maldonado, & Demangel, 2018
- Liolaemus austromendocinus Cei, 1974
- Liolaemus avilae Bretman, Parra, Fulvio-Pérez, & Sites, 2011
- Liolaemus azarai Avila, 2003
- Liolaemus baguali Cei & Scolaro, 1983
- Liolaemus balagueri Villegas-Paredes, Huamaní-Valderrama, Luque-Fernández, Gutiérrez, Quiróz, & Abdala, 2020
- Liolaemus balerion Quinteros, Ruiz-Monachesi, & Abdala, 2019
- Liolaemus bellii Gray, 1845
- Liolaemus bibronii Bell, 1843
- Liolaemus bitaeniatus Laurent, 1984
- Liolaemus boulengeri Koslowsky, 1898
- Liolaemus buergeri Werner, 1907
- Liolaemus burmeisteri Avila, Fulvio-Perez, Medina, Sites, & Morando, 2012
- Liolaemus calchaqui Lobo & Kretzschmar, 1996
- Liolaemus calliston Avila, Fulvio-Perez, Minoli, Medina, Sites, & Morando, 2017
- Liolaemus canqueli Cei, 1975
- Liolaemus caparensis Breitman, Fulvio-Pérez, Parra, Morando, Sites, & Avila, 2011
- Liolaemus capillitas Hulse, 1979
- Liolaemus carlosgarini Esquerre, Nunez, & Scolaro, 2013
- Liolaemus casamiquelai Avila, Fulvio Perez, Morando, & Sites, 2010
- Liolaemus cazianiae Lobo, Slodki, & Valdecantos, 2010
- Liolaemus chacabucoense Núñez & Scolaro, 2009
- Liolaemus chacoensis Shreve, 1948
- Liolaemus chaltin Lobo & Espinoza, 2004
- Liolaemus chavin Aguilar, Wood, Cusi, Guzman, Huari, Lundberg, Mortensen, Ramí, Robles, Suárez, Ticona, Vargas, Venegas, & Sites, 2013
- Liolaemus chehuachekenk Avila, Morando, & Sites, 2008
- Liolaemus chiliensis (Lesson, 1830)
- Liolaemus chillanensis Müller & Hellmich, 1932
- Liolaemus chiribaya Aguilar-Puntriano, Ramírez, Castillo, Mendoza, Vargas, & Sites, Jr., 2019
- Liolaemus chlorostictus Laurent, 1993
- Liolaemus chungara Quinteros, Valladares, Semham, Acosta, Barrionuevo, & Abdala, 2014
- Liolaemus cinereus Monguillot, Cabrera, Acosta, & Villavicencio, 2006
- Liolaemus coeruleus Cei & Ortiz-Zapata, 1983
- Liolaemus confusus Núñez & Pincheira-Donoso, 2006
- Liolaemus constanzae Donoso-Barros 1961
- Liolaemus crandalli Avila, Medina, Perez, Sites, & Morando, 2015
- Liolaemus cranwelli (Donoso-Barros, 1973)
- Liolaemus crepuscularis Abdala & Diaz Gómez, 2006
- Liolaemus cristiani Núñez, Navarro, & Loyola, 1991
- Liolaemus curicensis Müller & Hellmich, 1938
- Liolaemus curis Núñez & Labra, 1985
- Liolaemus cuyanus Cei & Scolaro, 1980
- Liolaemus cuyumhue Avila, Morando, Perez, & Sites, 2009
- Liolaemus cyaneinotatus Martinez, Avila, Fulvio Perez, Perez, Sites, & Morando, 2011
- Liolaemus cyanogaster (Duméril & Bibron, 1837)
- Liolaemus darwinii Bell, 1843
- Liolaemus diaguita Abdala, Quinteros, Arias, Portelli, & Palavecino, 2011
- Liolaemus dicktracyi Espinoza & Lobo, 2003
- Liolaemus disjunctus Laurent, 1990
- Liolaemus ditadai Cei, 1983
- Liolaemus donosobarrosi (Cei, 1974)
- Liolaemus dorbignyi Koslowsky, 1898
- Liolaemus duellmani Cei, 1978
- Liolaemus dumerili Abdala, Semhan, Moreno Azocar, Bonino, Paz, & Cruz, 2012
- Liolaemus eleodori Cei, Etheridge, & Videla, 1985
- Liolaemus elongatus Koslowsky, 1896
- Liolaemus erguetae Laurent, 1995
- Liolaemus erroneus (Núñez & Yáñez, 1983)
- Liolaemus escarchadosi Scolaro, 1997
- Liolaemus espinozai Abdala, 2005
- Liolaemus etheridgei Laurent, 1998
- Liolaemus evaristoi Gutierrez, Chaparro, Vasquez, Quiroz, Aguilar-Kirgin, & Abdala, 2018
- Liolaemus exploratorum Cei & Williams, 1984
- Liolaemus fabiani Yáñez & Núñez, 1983
- Liolaemus famatinae Cei, 1980
- Liolaemus fittkaui Laurent, 1986
- Liolaemus fitzgeraldi Boulenger, 1899
- Liolaemus fitzingerii (Duméril & Bibron, 1873)
- Liolaemus flavipiceus Cei & Videla, 2003
- Liolaemus forsteri Laurent, 1982
- Liolaemus foxi Núñez, Navarro & Veloso, 2000
- Liolaemus frassinettii Núñez, 2007
- Liolaemus fuscus Boulenger, 1885
- Liolaemus gallardoi Cei & Scolaro, 1982
- Liolaemus gardeli Verrastro, Maneyro, Da Silva, & Farias, 2017
- Liolaemus goetschi Müller & Hellmich, 1938
- Liolaemus gracielae Abdala, Acosta, Cabrera, Villavicencio, & Marinero, 2009
- Liolaemus gracilis (Bell, 1843)
- Liolaemus gravenhorstii (Gray, 1845)
- Liolaemus griseus Laurent, 1984
- Liolaemus grosseorum Etheridge, 2001
- Liolaemus gununakuna Avila, Morando, Perez, & Sites, 2004
- Liolaemus hajeki Núñez, Pincheira-Donoso & Garín, 2004
- Liolaemus halonastes Lobo, Slodki, & Valdecantos, 2010
- Liolaemus hatcheri Stejneger, 1909
- Liolaemus heliodermis Espinoza, Lobo, & Cruz, 2000
- Liolaemus hellmichi Donoso-Barros, 1975
- Liolaemus hermannunezi Pincheira-Donoso, Scolaro, & Schulte, 2007
- Liolaemus huacahuasicus Laurent, 1985
- Liolaemus huayra Abdala, Quinteros, & Espinoza, 2008
- Liolaemus igneus Demangel, 2016
- Liolaemus inacayali Abdala, 2003
- Liolaemus incaicus Lobo, Quinteros, & Gómez, 2007
- Liolaemus insolitus Cei, 1982
- Liolaemus inti Abdala, Quinteros, & Espinoza, 2008
- Liolaemus irregularis Laurent, 1986
- Liolaemus isabelae Navarro & Núñez, 1993
- Liolaemus islugensis Ortiz & Marquet, 1987
- Liolaemus jamesi Boulenger, 1891
- Liolaemus janequeoae Troncoso-Palacios, Diaz, Puas, Riveros-Riffo, & Elorza, 2016
- Liolaemus josei Abdala, 2005
- Liolaemus juanortizi Young-Downey & Moreno, 1991
- Liolaemus kingii (Bell, 1843)
- Liolaemus kolengh Abdala & Lobo, 2006
- Liolaemus koslowskyi Etheridge, 1993
- Liolaemus kriegi Müller & Hellmich, 1939
- Liolaemus laurenti Etheridge, 1992
- Liolaemus lavillai Abdala & Lobo, 2006
- Liolaemus leftrarui Troncoso-Palacios, Diaz, Puas, Riveros-Riffo, & Elorza, 2016
- Liolaemus lemniscatus Gravenhorst, 1837
- Liolaemus lentus Gallardo, 1966
- Liolaemus leopardinus Müller & Hellmich, 1932
- Liolaemus lineomaculatus Boulenger, 1885
- Liolaemus loboi Abdala, 2003
- Liolaemus lonquimayensis Escobar-Huerta, Santibanez-Toro, & Ortiz, 2015
- Liolaemus lopezi Ibarra-Vidal, 2005
- Liolaemus lorenzmuelleri Hellmich, 1950
- Liolaemus lutzae Mertens, 1938
- Liolaemus magellanicus Hombron & Jacquinot, 1847
- Liolaemus maldonadae Núñez, 1991
- Liolaemus mapuche Abdala, 2002
- Liolaemus martorii Abdala, 2003
- Liolaemus melaniceps Pincheira-Donoso & Núñez, 2005
- Liolaemus melanogaster Laurent, 1998
- Liolaemus melanopleurus (Philippi, 1860)
- Liolaemus melanops Burmeister, 1888
- Liolaemus meraxes Quinteros, Ruiz-Monachesi, & Abdala, 2019
- Liolaemus millcayac Abdala & Juárez-Heredia, 2013
- Liolaemus molinai Valladares, Etheridge, Schulte, Manriquez, & Spotorno, 2002
- Liolaemus montanezi Cabrera & Monguillot, 2006
- Liolaemus montanus Koslowsky, 1898
- Liolaemus monticola Müller & Hellmich, 1932
- Liolaemus moradoensis Hellmich, 1950
- Liolaemus morandae Breitman, Parra, Fulvio-Pérez, & Sites, 2011
- Liolaemus morenoi Etheridge & Christie, 2003
- Liolaemus multicolor Koslowsky, 1898
- Liolaemus multimaculatus (Duméril & Bibron, 1837)
- Liolaemus nazca Aguilar-Puntriano, Ramírez, Castillo, Mendoza, Vargas, & Sites, Jr., 2019
- Liolaemus neuquensis Müller & Hellmich, 1939
- Liolaemus nigriceps (Philippi, 1860)
- Liolaemus nigrocoeruleus Marambio-Alfaro & Troncoso-Palacios, 2014
- Liolaemus nigromaculatus Weigmann, 1834
- Liolaemus nigroviridis Müller & Hellmich, 1932
- Liolaemus nitidus (Wiegmann, 1834)
- Liolaemus normae Esquerré, Ramírez-Álvarez, Pavón-Vázquez, Troncoso-Palacios, Garín, Keogh, & Leaché, 2019
- Liolaemus occipitalis Boulenger, 1885
- Liolaemus olongasta Etheridge, 1993
- Liolaemus omorfi Demangel, Sepulveda, Jara, Pincheira-Donoso, & Nunez, 2015
- Liolaemus orientalis Müller, 1924
- Liolaemus orko Abdala & Quinteros, 2008
- Liolaemus ornatus Koslowsky, 1898
- Liolaemus ortizii Laurent, 1982
- Liolaemus pacha Juárez Heredia, Robles, & Halloy, 2013
- Liolaemus pachacutec Aguilar, Wood, Cusi, Guzman, Huari, Lundberg, Mortensen, Ramí, Robles, Suárez, Ticona, Vargas, Venegas, & Sites, 2013
- Liolaemus pachecoi Laurent, 1995
- Liolaemus pagaburoi Lobo & Espinoza, 1999
- Liolaemus pantherinus Pellegrin, 1909
- Liolaemus parthenos Abdala, Baldo, Juarez, & Espinoza, 2016
- Liolaemus parvus Quinteros, Abdala, Gómez, & Scrocchi, 2008
- Liolaemus patriciaiturrae Navarro & Núñez, 1993
- Liolaemus paulinae Donoso-Barros, 1961
- Liolaemus petrophilus Donoso-Barros & Cei, 1971
- Liolaemus pictus (Duméril & Bibron, 1837)
- Liolaemus pipanaco Abdala & Juárez-Heredia, 2013
- Liolaemus platei Werner, 1898
- Liolaemus pleopholis Laurent, 1998
- Liolaemus poconchilensis Valladares, 2004
- Liolaemus poecilochromus Laurent, 1986
- Liolaemus polystictus Laurent, 1992
- Liolaemus porosus Abdala, Paz, & Semhan, 2013
- Liolaemus pseudoanomalus Cei, 1981
- Liolaemus pseudolemniscatus Lamborot & Ortiz, 1990
- Liolaemus puelche Avila, Morando, Fulvio-Pérez, & Sites, 2007
- Liolaemus pulcherrimus Laurent, 1992
- Liolaemus puna Lobo & Espinoza, 2004
- Liolaemus punmahuida Avila, Perez & Morando, 2003
- Liolaemus puritamensis Núñez & Fox, 1989
- Liolaemus purul Abdala, Semhan, Moreno Azócar, Bonino, Paz, & Cruz, 2012
- Liolaemus pyriphlogos Quinteros, 2012
- Liolaemus qalaywa Chaparro, Quiroz, Mamani, Gutiérrez, Condori, De la Riva, Herrera-Juárez, Cerdeña, Arapa, & Abdala, 2020
- Liolaemus quilmes Etheridge, 1993
- Liolaemus quinterosi Ruiz, Quipildor, Bulacios-Arroyo, Chafrat, & Abdala, 2019
- Liolaemus rabinoi (Cei, 1974)
- Liolaemus ramirezae Lobo & Espinoza, 1999
- Liolaemus riodamas Esquerré, Núñez, & Scolaro, 2013
- Liolaemus riojanus (Cei, 1979)
- Liolaemus robertmertensi Hellmich, 1964
- Liolaemus robertoi Pincheira-Donoso & Núñez, 2004
- Liolaemus robustus Laurent, 1992
- Liolaemus rosenmanni Núñez & Navarro, 1992
- Liolaemus rothi Koslowsky, 1898
- Liolaemus ruibali Donoso-Barros, 1961
- Liolaemus sagei Etheridge & Christie, 2003
- Liolaemus salinicola Laurent, 1986
- Liolaemus sanjuanensis Cei, 1982
- Liolaemus sarmientoi Donoso-Barros, 1973
- Liolaemus saxatilis Avila, Cei, Martori, & Acosta, 1992
- Liolaemus scapularis Laurent, 1982
- Liolaemus schmidti (Marx, 1960)
- Liolaemus schroederi Müller & Hellmich, 1938
- Liolaemus scolaroi Pincheira-Donoso & Núñez, 2005
- Liolaemus scorialis Troncoso-Palacios, Diaz, Esquerre, & Urra, 2015
- Liolaemus scrocchii Quinteros, Abdala, & Lobo, 2008
- Liolaemus senguer Abdala, 2005
- Liolaemus septentrionalis Pincheira-Donoso & Núñez, 2005
- Liolaemus shehuen Abdala, Díaz-Gómez, & Juarez-Heredia, 2012
- Liolaemus shitan Abdala, Quinteros, Scrocchi, & Stazzonelli, 2010
- Liolaemus signifer (Duméril & Bibron, 1837)
- Liolaemus silvai Ortiz, 1989
- Liolaemus silvanae (Donoso-Barros & Cei, 1971)
- Liolaemus sitesi Avila, Olave, Fulvio-Peréz, Perez, & Morando, 2013
- Liolaemus smaug Abdala, Quinteros, Scrocchi, & Stazzonelli, 2010
- Liolaemus somuncurae Cei & Scolaro, 1981
- Liolaemus stolzmanni (Steindachner, 1891)
- Liolaemus tacnae (Shreve, 1941)
- Liolaemus tacora Demangel, 2016
- Liolaemus tajzara Aguilar-Kirigin, 2019
- Liolaemus talampaya Avila, Morando, Perez, & Sites, 2004
- Liolaemus tandiliensis Vega, Bellagamba, & Lobo, 2008
- Liolaemus tari Scolaro & Cei, 1997
- Liolaemus tehuelche Abdala, 2003
- Liolaemus telsen Cei & Scolaro, 1999
- Liolaemus tenuis (Duméril & Bibron, 1837)
- Liolaemus thermarum Videla & Cei, 1996
- Liolaemus thomasi Laurent, 1998
- Liolaemus tirantii Avila, Fulvio-Perez, Minoli, Medina, Sites, & Morando, 2017
- Liolaemus tolhuaca Demangel, 2016
- Liolaemus torresi Núñez, Navarro, Garín, Pincheira-Donoso & Meriggio, 2003
- Liolaemus tregenzai Pincheira-Donoso & Scolaro, 2007
- Liolaemus tristis Scolaro & Cei, 1997
- Liolaemus tromen Abdala, Semhan, Moreno Azocar, Bonino, Paz, & Cruz, 2012
- Liolaemus tulkas Quinteros, Abdala, Gómez, & Scrocchi, 2008
- Liolaemus ubaghsi Esquerré, Troncoso-Palacios, Garín, & Núñez, 2014
- Liolaemus umbrifer Espinoza & Lobo, 2003
- Liolaemus uniformis Troncoso-Palacios, Elorza, Puas, & Alfaro-Pardo, 2016
- Liolaemus uptoni Scolari & Cei, 2006
- Liolaemus uspallatensis Macola & Castro, 1982
- Liolaemus valdesianus Hellmich, 1950
- Liolaemus vallecurensis Pereyra, 1992
- Liolaemus variegatus Laurent, 1984
- Liolaemus velosoi Ortiz, 1987
- Liolaemus vhagar Quinteros, Ruiz-Monachesi, & Abdala, 2019
- Liolaemus victormoralesii Aguilar-Puntriano, Ramírez, Castillo, Mendoza, Vargas, & Sites, Jr., 2019
- Liolaemus villaricensis Müller & Hellmich, 1932
- Liolaemus vulcanus Quinteros & Abdala, 2011
- Liolaemus walkeri Shreve, 1938
- Liolaemus wari Aguilar, Wood, Cusi, Guzman, Huari, Lundberg, Mortensen, Ramí, Robles, Suárez, Ticona, Vargas, Venegas, & Sites, 2013
- Liolaemus wiegmannii (Duméril & Bibron, 1837)
- Liolaemus williamsi Laurent, 1992
- Liolaemus xanthoviridis Cei & Scolaro, 1980
- Liolaemus yalguaraz Abdala, Quinteros, & Semham, 2015
- Liolaemus yanalcu Martínez Oliver, & Lobo, 2002
- Liolaemus yatel Abdala, Procopio, Stellatelli, Travaini, Rodríguez, & Monachesi, 2014
- Liolaemus zabalai Troncoso-Palacios, Diaz, Esquerre, & Urra, 2015
- Liolaemus zapallarensis (Müller & Hellmich, 1933)
- Liolaemus zullyae Cei & Scolaro, 1996
- Liolaemus warjantay 2021

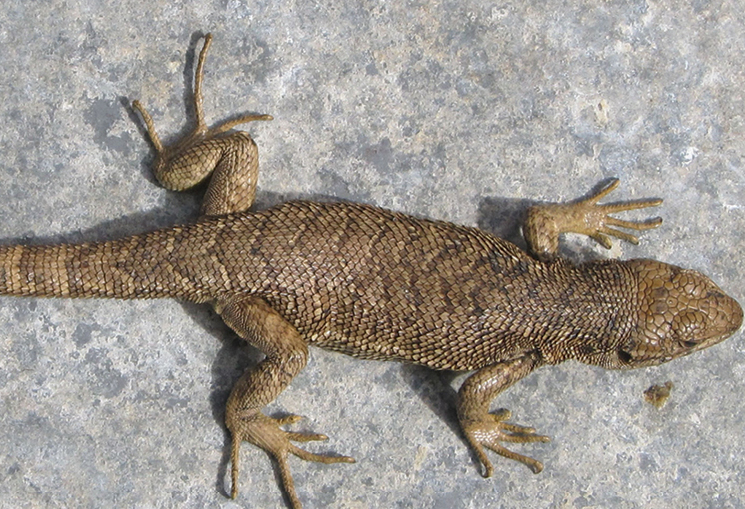
Liolaemus bellii
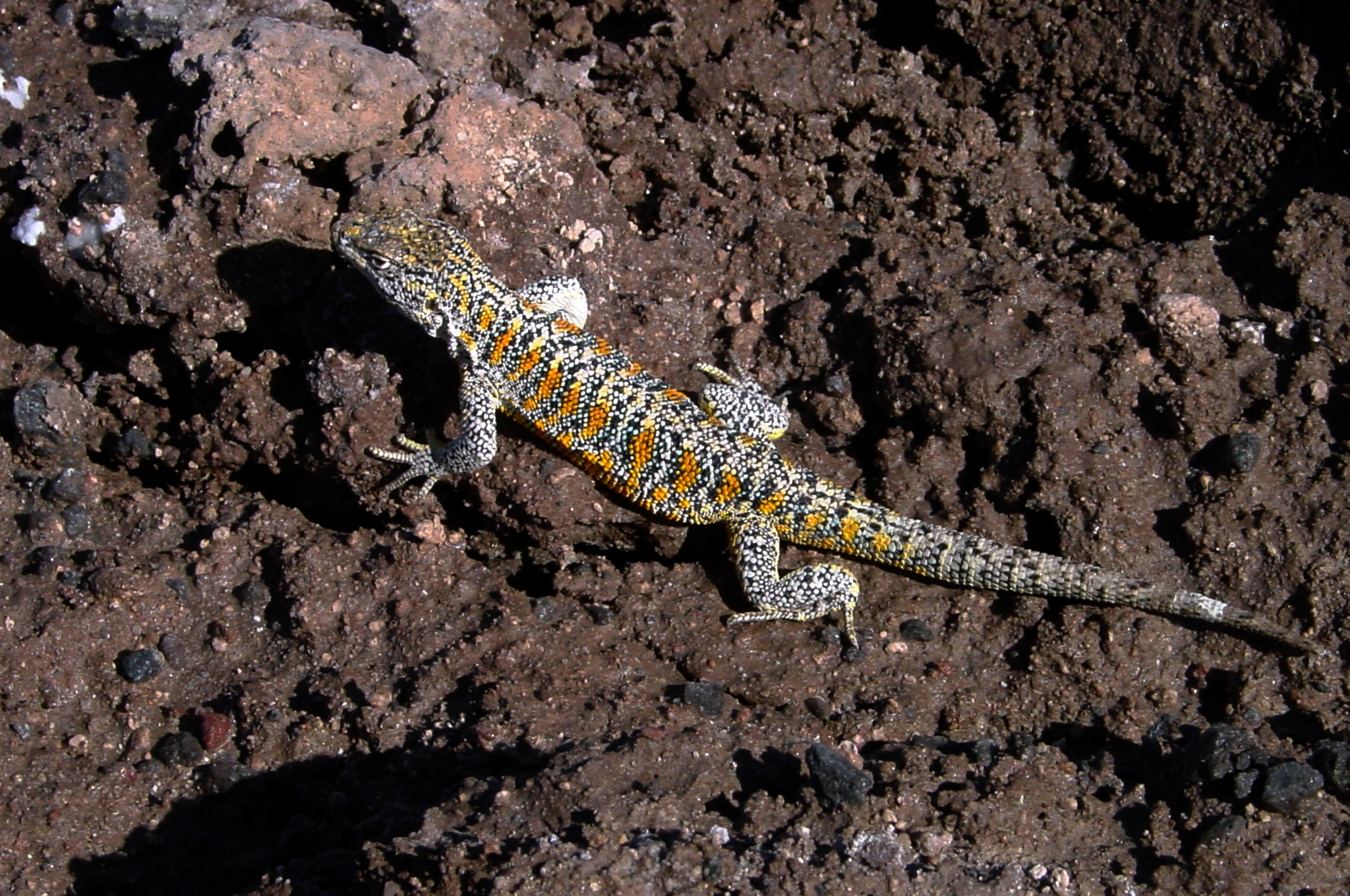
Liolaemus fabiani
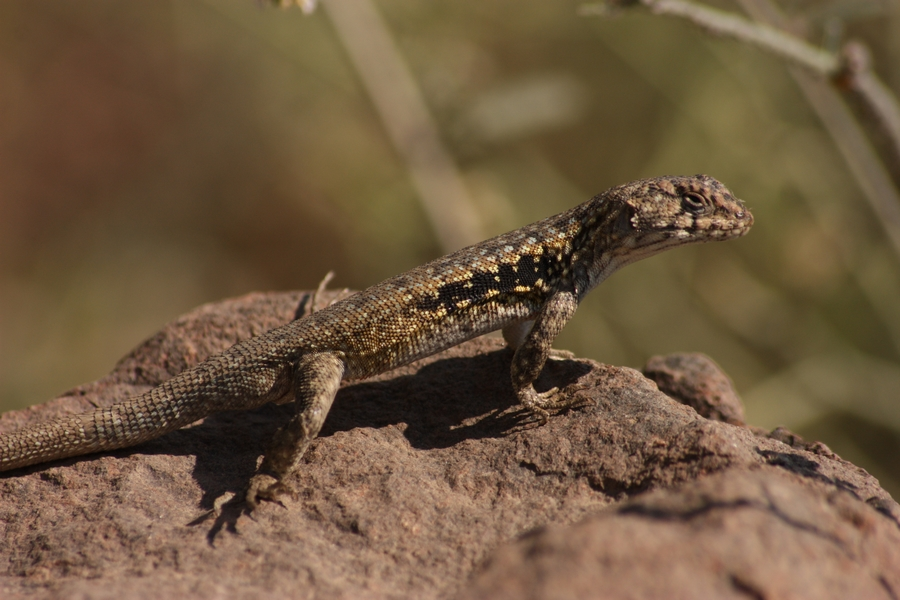
Liolaemus monticola
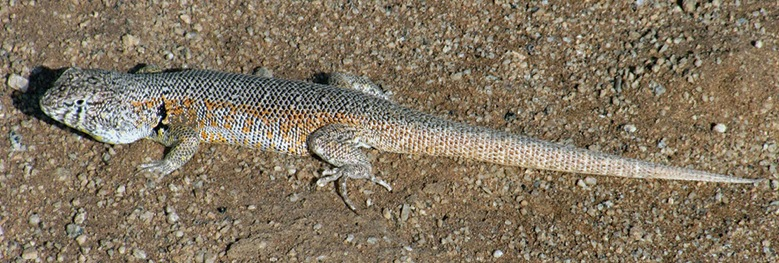
Liolaemus nigromaculatus, Männchen
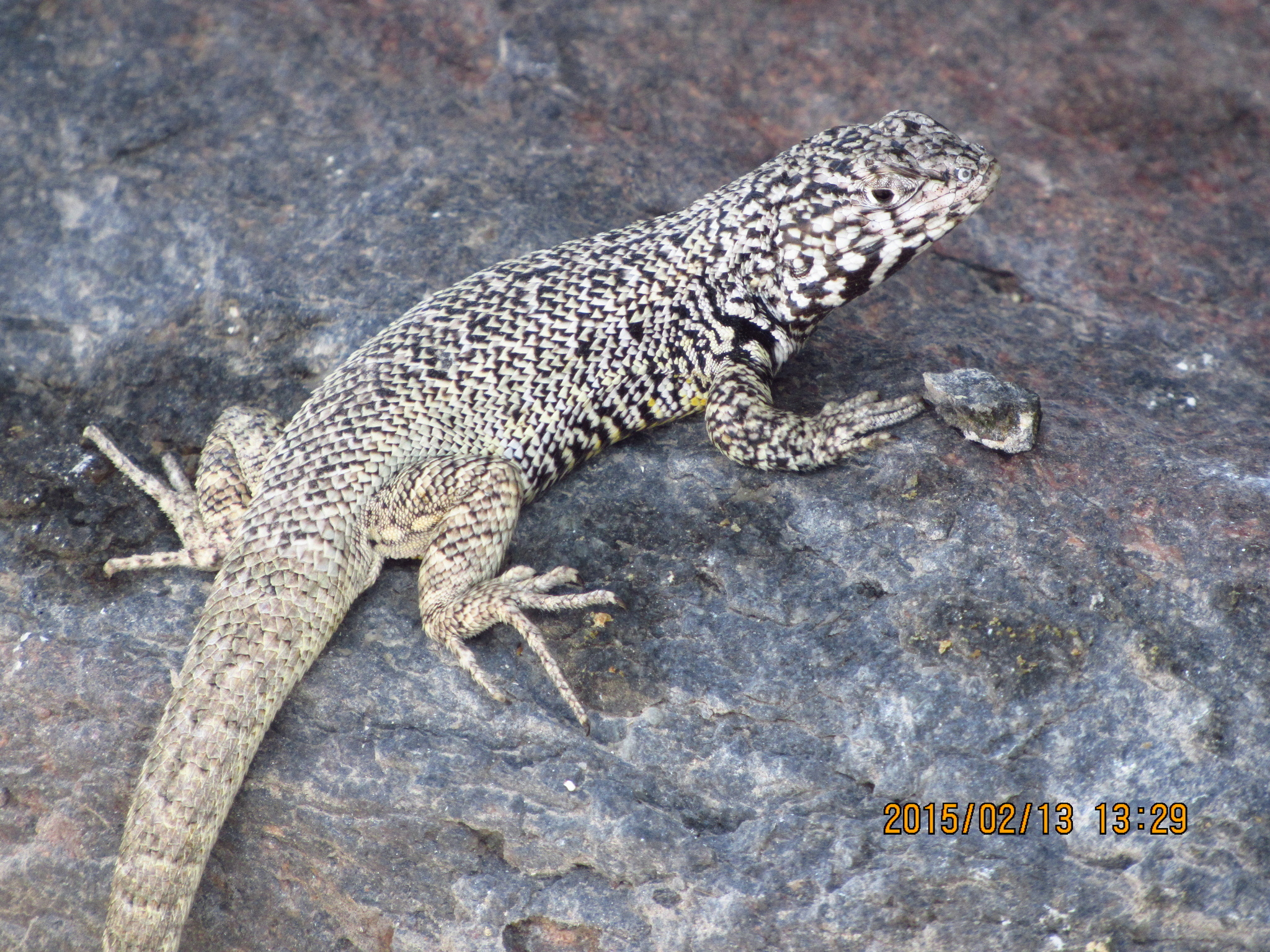
Liolaemus silvai
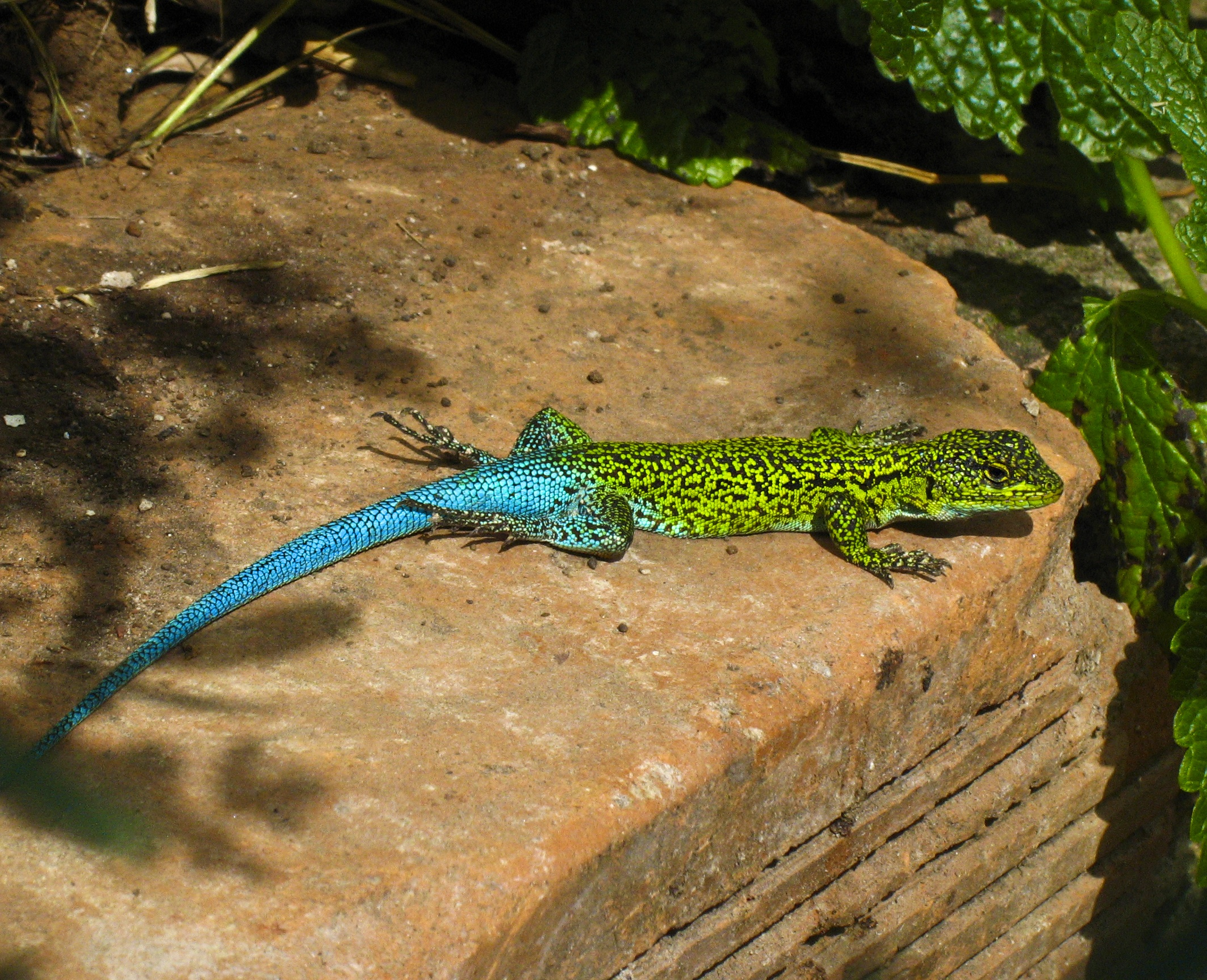
Liolaemus tenuis
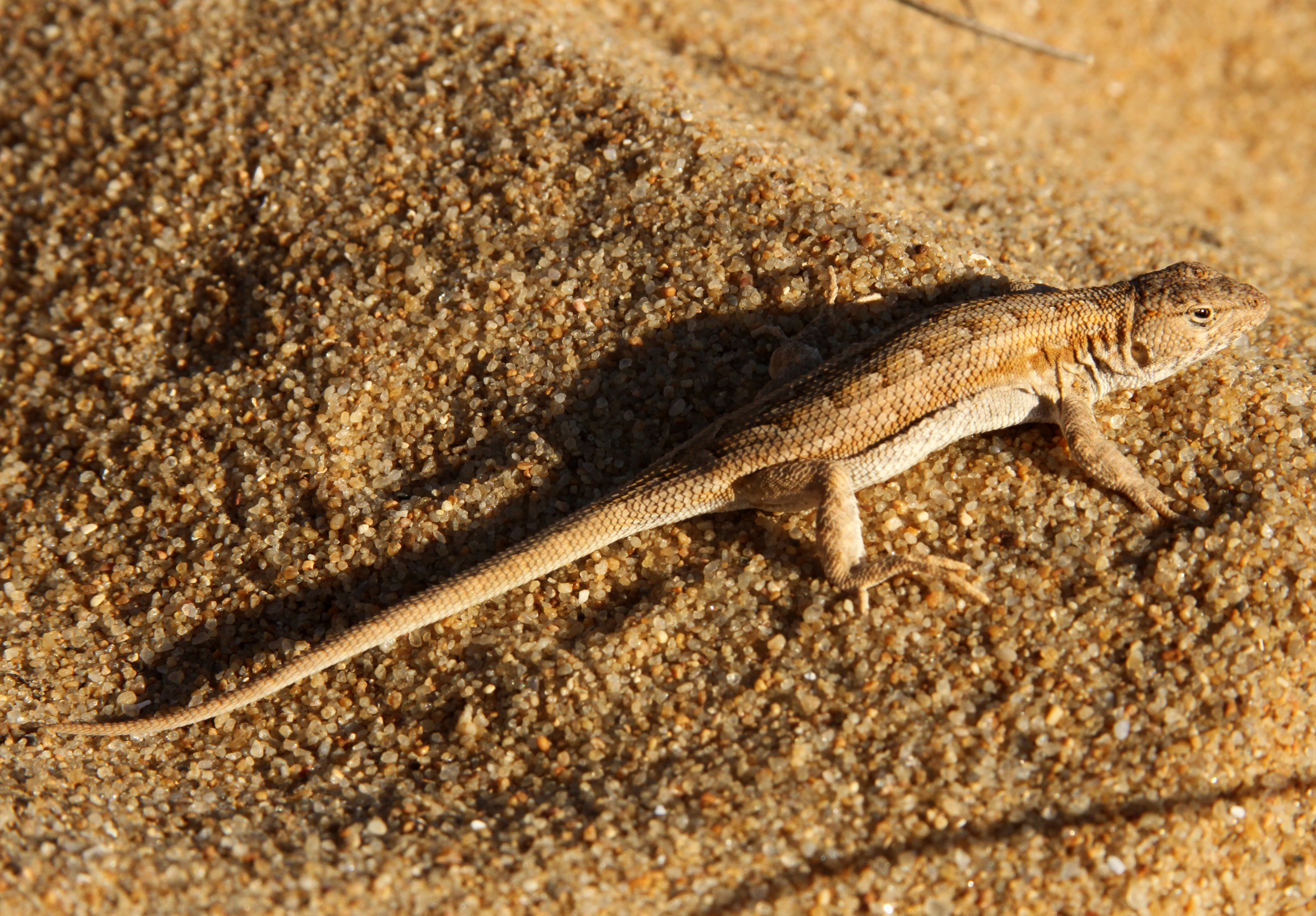
Liolaemus wiegmannii

## Belege
1. 1 2  Liolaemus In: The Reptile Database; abgerufen am 5. Oktober 2020.
2. 1 2 3  Gordon H. Rodda: Lizards of the World: Natural History and Taxon Accounts. Johns Hopkins University Press, 2020, ISBN 978-1421438238, Seite 454–457.
3. ↑  Cristián S. Abdala, Diego Baldo, Ricardo A. Juárez and Robert E. Espinoza. 2016. The First Parthenogenetic Pleurodont Iguanian: A New All-female Liolaemus (Squamata: Liolaemidae) from Western Argentina. In: Copeia. Band 104, Nr. 2, S. 487–497. DOI: 10.1643/CH-15-381
4. ↑  Wissenschaftler aus Peru entdecken neue Echsenart auf 4500 Metern Höhe. In: ntv.de. ntv Nachrichtenfernsehen GmbH, 29. September 2021, abgerufen am 29. September 2021.